# إذاعة النعامة
إذاعة النعامة هي إذاعة محلية بولاية النعامة الجزائرية تبث برامجها باللغة العربية على موجة أف أم 90.90.
بدأت هذه الإذاعة كبث تجريبي لمدة أربع ساعات يوميا بتاريخ 25 ماي 1999 ليتم بعد ذلك التدشين الرسمي للإذاعة بتاريخ 16 جانفي 2002 ليرتفع البث إلى أربعة وعشرون ساعة يوميا لكن عاد وإنخفض و استقر في إثناعشرة ساعة يوميا.

## وصلات خارجية
- قائمة الإذاعات المحلية بالجزائر
- الموقع الرسمي لإذاعة النعامة

قالب:إذاعات جزائرية